# Jürgen Ligi
Jürgen Ligi (16 de juliol de 1959, Tartu) és un polític estonià, ex-Ministre d'Afers Estrangers, i un membre i Vice-President del Partit Reformista liberal. Va ser Ministre d'Educació i Recerca durant el gabinet de Taavi Rõivas des del 9 d'abril de 2015 fins al 12 de setembre de 2016. Anteriorment, Ligi havia servit com a Ministre de Defensa de 2005 a 2007 i de Ministre de Finances de 2009 a 2014.

## Vida primerenca
Després de graduar-se de Tartu Second Gymnasium el 1977, va estudiar geografia i economia estrangera a la Universitat de Tartu. També es va graduar a l'Escola Empresarial Estoniana. Ligi ha estat el Cap de la branca Kuressaare de l'EVEA Pank, el Consell Econòmic i Assessor Empresarial del govern municipal rural de la Parròquia Kaarma, el Cap de l'Oficina Regional Kuressaare de la Cambra Estoniana de Comerç i Indústria, l'Especialista en Cap de l'Associació Agroindustrial Saaremaa, i l'Economista de l'Institut de Planificació del Comitè de Planificació Nacional.

## Carrera política

### Parlamentari
Ligi era membre del Riigikogu de 1995–2005, de 2007–2009 i de 2014–2015.

### Ministre de Defensa
De 2005 a 2007, Jürgen Ligi va ser el Ministre de Defensa.

### Ministre de Finances
El 3 de juny de 2009, va ser nomenat Ministre de Finances i va jurar el càrrec un dia més tard. L'octubre 2014, Ligi va aixecar una forta controvèrsia per mencionar l'etnicitat del Ministre d'Educació i Recerca Jevgeni Ossinovski. Ligi més tard es va disculpar, però va ser pressionat per a dimitir del seu càrrec.

### Ministre d'Educació i Recerca
El 9 d'abril de 2015, Ligi esdevenia Ministre d'Educació i Recerca en el segon gabinet de Taavi Rõivas.

### Ministre d'Afers Estrangers
El 12 de setembre de 2016, Ligi va ser nomenat Ministre d'Afers Estrangers, després que la Ministra anterior Marina Kaljurand hi havia abandonar el càrrec per a concórrer com a presidenta.

## Vida personal
Jürgen Ligi és el fill de l'arqueòleg Herbert Ligi. El pare de la mare de Jürgen era l'arqueòleg Harri Moora. El seu germà Priit Ligi era també un arqueòleg; va morir en el creuer transbordador MS Estonia que es va enfonsar el 1994. La germana de Jürgen Katre està casada amb el poeta Hando Runnel. És també relacionat amb el poeta Juhan Viiding i el polític Indrek Tarand. Jürgen Ligi està casat i té dos fills.